# Iwankiw (rejon boryspolski)
Iwankiw (ukr. Іванків) – wieś na Ukrainie, w  obeodzie kijowskim, w rejonie boryspolskim, w hromadzie Boryspol. W 2001 liczyła 3427 mieszkańców, spośród których 3325 wskazało jako ojczysty język ukraiński, 89 rosyjski, 2 mołdawski, 3 białoruski, 1 ormiański, 4 romski, a 3 inny.